# Cherating
Cherating é uma localidade costeira, localizada 47 km a norte de Kuantan, capital do estado de Pahang, na Malásia.